# Ernst Wollweber
Ernst Wollweber (Münden, 18 oktober 1898 – Oost-Berlijn, 3 mei 1967) was een Duitse politicus die leefde tijdens en na de Eerste en Tweede Wereldoorlog. In de jaren 1953-1957 stond hij aan het hoofd van de Oost-Duitse inlichtingendienst, de Stasi.
- Bibliothèque nationale de France: cb13574129v (data)
- Gemeinsame Normdatei: 119182114
- International Standard Name Identifier: 0000 0000 8569 964X
- Nederlandse Thesaurus van Auteursnamen: 147889103
- Système universitaire de documentation: 053442768
- Virtual International Authority File: 4184738
- WorldCat: E39PBJbGQdJvQyXG6kR8TQtBT3